# ミハマニューポートリゾート
ミハマニューポートリゾートは、かつて千葉県千葉市美浜区新港32-6にあったショッピングモールである。

## 概要
1975年に開業し2000年に廃止となった千葉貨物ターミナル駅の跡地を活用し、2001年に開業した。そのため、道を挟んだ向かいに全国通運の倉庫があるなど、周辺には貨物ターミナル駅当時の面影が令和に入っても残っている。
敷地中央部の駐車場を取り囲むように各テナントの建物が配置され、「ニューポート広場」や「ニューポートガーデン」などのアメニティ施設が設置されている。各店舗は独立建物となっており、近隣から無料シャトルバスが2ルート運行されていた（当初は3ルートあったがそのうちの2ルートを1つのルートにして運行されていた）。
隣にはベルクスとミスターマックスと眼鏡市場（以前はAOKI）の3店があり、隣接はしているもののこちらは違う敷地でミハマニューポートリゾートが経営していた店舗ではない。ただ、無料シャトルバスの停留所があり運行されている。
2021年11月、運営・転貸を行っているイエローハットと土地を所有するJR貨物との土地貸借契約満了のため、同年[[12月31日に全館閉館することを発表した。閉館後跡地は解体された。
跡地は大和ハウス工業にてS造4階建ての倉庫「（仮称）DPL千葉レールゲート」を新築工事中で、2025年9月完成予定となっている。

## 施設内の店舗
以下の店舗一覧は注釈の有るものを除き2021年12月29日時点。
- サイクルベースあさひ　（大型自転車専門店）
- ロピア（スーパーマーケット）
- イエローハット（カー用品販売・取付・車検・鈑金・整備）
- エコタウン（リサイクルショップ、ブックオフ・ハードオフ・オフハウスの複合店）
- ザ・ダイソー（バラエティショップ）
- ユニクロ（カジュアルウエアー）
- びっくりドンキー（ハンバーグレストラン）
- 元氣七輪焼肉 牛繁（焼肉レストラン）
- ラーメンばんだい（ラーメン）
- 湯快爽快 湯けむり横丁 (スーパー銭湯) 2020年9月6日閉店
- 眼鏡市場（眼鏡ショップ）2021年3月28日閉店　近隣のミスターマックス近くで同年4月2日再開店
- 東京靴流通センター（靴ショップ）2021年9月12日閉店
- ソフトバンクショップ（携帯電話ショップ）2021年9月26日閉店
- ゲームファンタジアマウンテン（アミューズメント）2021年12月26日閉店